# Eriococcidae
Famille
Les Eriococcidae sont une famille d'insectes hémiptères.

## Morphologie
Les Eriococcidae produisent une capsule membraneuse blanche, jaunâtre ou grise qui inclut le corps de la femelle adulte. Le corps varie du rose au violet en passant par le rouge, le vert ou le marron. La partie postérieure de la capsule a une petite ouverture qui permet l'émergence de la nymphe.

## Liste des genres
Selon BioLib (16 mai 2019) :
- genre Acalyptococcus Lambdin & Kosztarab, 1977
- genre Acanthococcus Signoret, 1875
- genre Aolacoccus Gullan & Williams, 2016
- genre Apezococcus Ferris, 1955
- genre Apiomorpha Rübsaamen, 1894
- genre Apterococcus Newstead, 1898
- genre Ascelis Schrader, 1863
- genre Atriplicia Cockerell, 1909
- genre Balticococcus Koteja, 1988
- genre Callococcus Ferris, 1918
- genre Choneochiton Hodgson, 2014
- genre Cornoculus Ferris, 1955
- genre Cryptococcus Douglas, 1890
- genre Cylindrococcus Maskell, 1892
- genre Cystococcus Fuller, 1897
- genre Eremococcus Ferris, 1919
- genre Eriococcus Targioni Tozzetti, 1868
- genre Floracoccus Beardsley, 1974
- genre Fragorbis Hardy & Gullan, 2007
- genre Gedanicoccus Koteja, 1988
- genre Gossyparia Signoret, 1875
- genre Greenisca Borchsenius, 1948
- genre Gregoporia Danzig, 1969
- genre Heathcotia Hardy & Beardsley, 2011
- genre Kuwanina Cockerell in Fernald, 1903
- genre Lobimargo Hardy & Gullan, 2011
- genre Macracanthopyga Lizer y Trelles, 1955
- genre Madarococcus Hoy, 1962
- genre Megacoccus Kosztarab & Kennedy, 1971
- genre Noteococcus Hoy, 1962
- genre Olliffia Fuller, 1897
- genre Opisthoscelis Schrader, 1863
- genre Oregmopyga Hoy, 1963
- genre Ourococcus Fuller, 1897
- genre Ovaticoccus Kloet, 1944
- genre Phacelococcus Miller, 1918
- genre Pseudochermes Nitsche, 1895
- genre Sphaerococcopsis Cockerell, 1899
- genre Subcorticoccus Gullan, 1999
- genre Tanyscelis Hardy & Gullan, 2010